# Меленци
Меленци су насеље у западном делу средњег Баната на територији града Зрењанина. Просечна надморска висина Меленаца износи 82 метара, а већина подручја се налази на алувијалној равни Тисе, која почиње од ушћа Мориша у Тису на северу и сеже до Панчева на југу. Клима је умерено континентална. Према попису из 2022. било је 5.198 становника.
Премда постоје назнаке да је локалитет био насељен и раније, настанак Меленаца се везује се за укидање Потиско-поморишке војне крајине 1751. године од стране хабзбуршке царице Марије Терезије – “Талас првих миграција будућег меленачког становништва уследио је лета 1751/2. године из Арада, Печке, Семлака, Надлака, Чанада, Оровиља, Богароша, Шајтина, али и других насеља ове развојачене области.”

## Назив места
У историји се сусрећу различите варијанте имена: Меленце (1853), Melencze (1854; 1878-1922), Mellence (1873), а назив Меленци је добило 1922. године, недуго пошто је ушло у састав Краљевине Југославије.

## Историја села
Меленце су формирали у првој половини 18. века од војске ослобођени граничари Поморишке војне границе. Насеље је добило име према већ постојећем топониму — пустари Меленце, која се први пут помиње на карти Баната из 1723-1725. године. На карти је, на јужној обали Русанде, уцртан знак поштанске станице. Највероватније, насеље је основано после 1739. године, односно после Београдског мира. Највећи број граничара досељен је из места Печке (рум. Pecica), али и из других места — Семлака, Надлака, Шајтина, Кевериша, Оровиља и других. Године 1758. село је имало око 300 кућа; капетан је био Георгије Новаковић, барјактар Сава Јосић а стражмештер Јован Костић. Било је седам свештеника, од којих петорица из Печке, а по један из Јегре и Чанада (рум. Cenad). Село је имало школу са дванаест ученика; учитељ је био поп Гаврило. Уважавајући све заслуге верних и храбрих српских граничара, царица Марија Терезија је, 12. новембра 1774. године, издала повељу о оснивању Кикиндског дистрикта. Аустријски царски ревизор Ерлер је 1774. године констатовао да се место налази у Бечкеречком округу и дистрикту. Село има поштанску станицу а становништво је било српско.
Великокикиндски дистрикт је свечано проглашен 14. фебруара 1776. године. Поред Меленаца, у састав дистрикта ушла су следећа места: Башаид, Велика Кикинда, Врањево, Јозефово, Карлово, Крстур, Кумане, Мокрин и Тараш. Најзначајнија одредба привилегије била је да дистриктска земља никад не може бити продата, заложена или на било који начин отуђена. У случају да дистрикт буде предат спахијама, општине су имале право да се откупе и постану самосталне. Не желећи да остану у дистрикту, односно ризикују покмећивање, 115 меленачких породица се определило за војну границу на Дунаву и иселило у Сакуле, Идвор, Сефкерин, Перлез и др. Године 1788. у Меленце су се населиле 32 породице из Србије.
Меленци су 1788. постали немирно подручје. Комесар Хала се жалио да су Меленци најнепослушније од свих десет места у дистрикту. Такође, 1790. године, на покушај Торонталске жупаније да дистрикт приведе својој јурисдикцији, Меленчани су одговорили да не признају послушност ниједној жупанији. Наредних стотинак година, историја Меленаца је била живо везана за Великокикиндски дистрикт и збивања у њему. Тај део историје посебно је обележен сукобима око иберландског земљишта и његове поделе. 1823. и 1825. године је дошло до великих немира, и већ 1826. се говорило о карбонарима и факторима, струјама које су се управо „породиле“ у Меленцима и прошириле на цео дистрикт.
Умро је у Меленцима 1838. године племић Димитрије Трифунац "от Батфе", који је 32 године био биров Велико-кикиндског дистрикта. У пензији је био од 1832. године а смрт га је затекла у 77. години. У браку са Меланијом Трифунац рођеном Чокрљан, изродио је четири сина, који су сви образовани били и угледна места у друштву заузели. Били су то торонталски племићи: Александар, Лука, Павле и Данило.
Револуција 1848-1849. и збивања у држави нису мимоишла ни Меленце. Уз обећање да ће добити земљу као награду (по 2 јутра), Меленчани су формирали по два батаљона добровољаца са укупно 365 људи од којих су 34 погинула. Априла 1849. је генерал побуњеничке Кошутове војске Мор Перцел напао Меленце надмоћном војском наоружаном топовима и после одлучног отпора Срба који су Војводину бранили под командом Лазара Зубана на Иљеву, наредио је да се Меленци спале. После овог пораза, цео Банат је пао у руке побуњених Мађара. Међу Србима у Банату је остала изрека "Иљево — банатско Косово" и место погибије својих јунака који су пали бранећи Српску Војводину обележили су спомеником — "крстом на иљеву".
Године 1847. селом је харао скорбут, од кога је умрло неколико стотина Меленчана. Тиса је 1869. године поплавила знатан део атара и порушила десетак кућа. Око стотинак Меленчана се тада иселило у друга насеља Баната. Епидемије колере биле су у годинама 1831, 1836, 1848-1849. и 1873. По злу и великом помору остала је упамћена епидемија из 1873. године када је у периоду од 20. јула до 4. септембра умрло 440 Меленчана. После те трагедије, село се задуго није опоравило. Такође, по злу је позната гладна 1863. година, када је од глади умирало 7-8 људи, међу којима највише деца. Меленци су добили промену термина годишњег вашара. Уместо досадашњег 2/14. фебруара, биће на први дан празника Духова (православни).
Кикиндски дистрикт је укинут 1876. године одлуком угарске владе и прикључен Торонталској жупанији. Меленци су тада, заједно са Врањевом, Карловом и Тарашом прикључени Турскобечејском срезу. Године 1891. у Меленцима је било 1519 кућа са 8619 становника. Већ тада су Меленци имали железничку станицу, штедионицу и пошту. 18. новембра 1918. године, у Меленце је ушла српска војска да би, након седам дана, цео Банат и цела Војводина били прикључени Краљевини Србији.

## Становништво
Меленци су 1758. имали 300 домова, а 1777. године 1787 становника. Захваљујући повременим таласима досељавања и вишим природним прираштајем, све до осамдесетих година 19. века становништво је расло – 1821: 5528, 1863: 6579, а 1869. године 8156. Већ 1880. године број становника је био нешто мањи – 7966. Потом, у попису из 1890. године, износи 8691. Затим, поново опада – 1900: 8486, и до двадесетих година двадесетог века расте – 1910. је 8939, а 1921. године 9483 становника. Између редовних пописа догађали повремени имиграцијски и емиграцијски таласи, а стопе фертилитета и наталитета су биле изузетно високе. Међутим, и смртност, посебно одојчади и деце млађег узраста је била велика, што услед епидемија колере или неке друге заразне болести, што лоших хигијенских услова у кућама у којима су живела, и наравно, одсуства одговарајуће лекарске неге. Смањење броја становника 1880. године је проузроковано колером од које је 1873. године умрло чак 800 житеља. У двадесетом веку, број становника расте до краја друге деценије, а потом се смањује у континуитету, што због ниског природног прираштаја, што због расељавања – 1948: 8447, 1951. 8363, 1961: 8254, 1971: 8270, 1981: 7685, 1991: 7134, 2002: 6737 и 2011. године 5956 житеља.
Чињеница је да су различите нације и културе, чак и оне које административни апарат није пратио, биле присутне и на територији Меленаца. Осим статистичких пописа, о томе сведоче и архитектура кућа подигнутих пре Првог светског рата, надгробни споменици три меленачка гробља, али и породична предања. Примера ради, поређењем статистичких пописа рађених у периоду од 1880. до 2011. године, уочава се да преко 90% становништва насеља чине Срби. Свакако, треба узети у обзир да најстарији цензус потиче из времена када је процес асимилације био у зениту деловања, односно када су трагови постојања припадника других националности увелико ишчезли – у осамнаестом и деветнаестом веку део популације су били и Јевреји, Немци, Словаци и Цинцари. Осим Срба, данас у насељу живе и Хрвати, Црногорци, Мађари, Румуни и Украјинци, и други.
Истина је да су многе породице које су живеле у насељу током друге половине 18. и током 19. века изумрле или се раселиле. На пример, Туркиш, Свиленгаћа, Румун, Алајбег, Визнер, Пингер, Шрета, Онуц, Рац, Лазарујка, и друга, презимена су некадашњих породица у селу. О њима сведоче црквене књиге и по који надгробни споменик који одолева зубу времена. У селу је од оснивања до половине двадесетог века живела и племићка породица Бибић од Јенопоља. С друге стране, извесно је да су поједине породице промениле имена, па су, на пример, Ћирини постали Велимирови, а Цвејини – Станкови. Многи данашњи тзв. шпиц-намени су заправо првобитна породична имена. Постоје и они који су свом презимену додали наставак ић. Такође, познато нам је да се повремено и данас поједине породице или појединци населе. Ипак, упркос томе, становништво је све мање.
| График промене броја становника током 20. века | \| Демографија[8] \| Демографија[8] \| Демографија[8] \| \| Година \| Становника \| Становника \| \| -------------- \| -------------- \| -------------- \| \| 1948. \| 8.447 \| \| \| 1953. \| 8.363 \| \| \| 1961. \| 8.254 \| \| \| 1971. \| 8.008 \| \| \| 1981. \| 7.685 \| \| \| 1991. \| 7.270 \| 7.134 \| \| 2002. \| 6.737 \| 6.829 \| \| 2011. \| 6.025 \| \| \| 2022. \| 5.198 \| \| |            |
| Демографија                                    | |            |
| Година                                         | Становника | Становника |
| 1948.                                          | 8.447 |            |
| 1953.                                          | 8.363 |            |
| 1961.                                          | 8.254 |            |
| 1971.                                          | 8.008 |            |
| 1981.                                          | 7.685 |            |
| 1991.                                          | 7.270 | 7.134      |
| 2002.                                          | 6.737 | 6.829      |
| 2011.                                          | 6.025 |            |
| 2022.                                          | 5.198 |            |

| Етнички састав према попису из 2002.‍ | Етнички састав према попису из 2002.‍ | Етнички састав према попису из 2002.‍ | Етнички састав према попису из 2002.‍ | Етнички састав према попису из 2002.‍ |
| ------------------------------------ | ------------------------------------ | ------------------------------------ | ------------------------------------ | ------------------------------------ |
|                                      |                                      |                                      |                                      |                                      |
| Срби                                 | Срби                                 |                                      | 6.293                                | 93,40%                               |
| Мађари                               | Мађари                               |                                      | 65                                   | 0,96%                                |
| Роми                                 | Роми                                 |                                      | 57                                   | 0,84%                                |
| Југословени                          | Југословени                          |                                      | 56                                   | 0,83%                                |
| Црногорци                            | Црногорци                            |                                      | 20                                   | 0,29%                                |
| Хрвати                               | Хрвати                               |                                      | 20                                   | 0,29%                                |
| Македонци                            | Македонци                            |                                      | 17                                   | 0,25%                                |
| Словаци                              | Словаци                              |                                      | 11                                   | 0,16%                                |
| Румуни                               | Румуни                               |                                      | 5                                    | 0,07%                                |
| Словенци                             | Словенци                             |                                      | 4                                    | 0,05%                                |
| Украјинци                            | Украјинци                            |                                      | 2                                    | 0,02%                                |
| Чеси                                 | Чеси                                 |                                      | 1                                    | 0,01%                                |
| Немци                                | Немци                                |                                      | 1                                    | 0,01%                                |
| Муслимани                            | Муслимани                            |                                      | 1                                    | 0,01%                                |
| Буњевци                              | Буњевци                              |                                      | 1                                    | 0,01%                                |
| Албанци                              | Албанци                              |                                      | 1                                    | 0,01%                                |
| непознато                            | непознато                            |                                      | 29                                   | 0,43%                                |

| Година пописа     | 1948. | 1953. | 1961. | 1971. | 1981. | 1991. | 2002. |
| ----------------- | ----- | ----- | ----- | ----- | ----- | ----- | ----- |
| Број домаћинстава | 1.974 | 2.091 | 2.270 | 2.380 | 2.493 | 2.420 | 2.269 |

| Број чланова      | 1   | 2   | 3   | 4   | 5   | 6  | 7  | 8 | 9 | 10 и више | Просек |
| ----------------- | --- | --- | --- | --- | --- | -- | -- | - | - | --------- | ------ |
| Број домаћинстава | 444 | 547 | 445 | 490 | 215 | 89 | 27 | 6 | 5 | 1         | 2,97   |

| Пол    | Укупно | Неожењен/Неудата | Ожењен/Удата | Удовац/Удовица | Разведен/Разведена | Непознато |
| ------ | ------ | ---------------- | ------------ | -------------- | ------------------ | --------- |
| Мушки  | 2.783  | 876              | 1.640        | 145            | 118                | 4         |
| Женски | 2.904  | 557              | 1.640        | 599            | 103                | 5         |
| УКУПНО | 5.687  | 1.433            | 3.280        | 744            | 221                | 9         |

| Пол    | Укупно                    | Пољопривреда, лов и шумарство | Рибарство                            | Вађење руде и камена | Прерађивачка индустрија       |
| ------ | ------------------------- | ----------------------------- | ------------------------------------ | -------------------- | ----------------------------- |
| Мушки  | 1.488                     | 624                           | 12                                   | 21                   | 287                           |
| Женски | 816                       | 281                           | 1                                    | 0                    | 98                            |
| УКУПНО | 2.304                     | 905                           | 13                                   | 21                   | 385                           |
| Пол    | Производња и снабдевање   | Грађевинарство                | Трговина                             | Хотели и ресторани   | Саобраћај, складиштење и везе |
| Мушки  | 18                        | 150                           | 89                                   | 16                   | 79                            |
| Женски | 0                         | 10                            | 104                                  | 26                   | 11                            |
| УКУПНО | 18                        | 160                           | 193                                  | 42                   | 90                            |
| Пол    | Финансијско посредовање   | Некретнине                    | Државна управа и одбрана             | Образовање           | Здравствени и социјални рад   |
| Мушки  | 4                         | 10                            | 31                                   | 18                   | 79                            |
| Женски | 6                         | 4                             | 17                                   | 59                   | 184                           |
| УКУПНО | 10                        | 14                            | 48                                   | 77                   | 263                           |
| Пол    | Остале услужне активности | Приватна домаћинства          | Екстериторијалне организације и тела | Непознато            | Непознато                     |
| Мушки  | 45                        | 1                             | 0                                    | 4                    | 4                             |
| Женски | 12                        | 1                             | 0                                    | 2                    | 2                             |
| УКУПНО | 57                        | 2                             | 0                                    | 6                    | 6                             |

## Простор и архитектура
Просторну структуру села чине квартови – североисточни Српкањ, чији се један део назива Лигет, југоисточни Павлиш, југозападни Влашкањ са додатним тзв. Влашкањским новим насељем, и северозападни Чонтик. Све до половине деветнаестог века место је слабо повезана просторна формација, с обзиром да га више чине гроздови стамбених јединица, него ушорене куће и улице под правим углом. Постепеном деобом плацева у процесу наслеђивања и доласком новог становништва, простор се попуњава, и село добија данашњи изглед.

До краја 19. века местом доминирају ниске куће од набоја са крововима од трске, а данашњу архитектуру насеља махом чине куће зидане од черпића или цигле и прекривене црепом. Распон њихове старости је велик, будући да има и оних које су настале након Првог, а посебно након Другог светског рата, али има и кућа новијег датума.

Изградња путева и кућних стаза је почела половином седамдесетих година двадесетог века, а траје до данас. Углавном су од асфалта. Међутим, још има улица у којима су путеви од калдрме, а стазе од цигала. Пре тога, путеви и стазе су били земљани, што је представљало велики проблем током падавина. Последњих година, сеоска власт настоји да сви путеви и стазе буду од асфалта. Такође, кроз центар насеља, у правцу југ-север, пролази магистрални пут Зрењанин-Кикинда, а на ободу Влашкања и Чонтика, и железничка пруга изграђена 1883. године, која је првобитно служила као веза између тадашњих Великог Бечкерека и Велике Кикинде, а данас са Зрењанином, Кикиндом, Куманима, Новим Бечејом и Новим Милошевом.
Електрификација и водоводне инсталације су уведени крајем педесетих, односно концем шездесетих година двадесетог века. До тада, вечере су протицале уз светлост петролејских лампи и свећа, а снабдевање водом се вршило путем артеских бунара у домаћинствима или путем јавних бунара на угловима појединих улица или бунара у центру насеља. Како се показало да вода из водовода не задовољава критеријуме да би могла да се користи за пиће и прехрану, пре десетак година изграђена је Еко-чесма у центру насеља. Међутим, иако становништво пије воду из Еко-чесме или флаширану куповну воду, вода из водовода се и даље користи како у људској исхрани, тако и у прехрани и појењу домаћих животиња.
Иако су телефонски прикључци постојали и раније, они су омасовљени осамдесетих година прошлог века. Ипак, насеље је готово у потпуности покривено телефонском мрежом тек пре петнаестак година. Осим фиксне телефоније, становништво се користи и мобилном. Осим тога, значајан део популације, махом млађе, се користи и рачунаром и интернетом, што је велики напредак када се узме у обзир да се првобитна комуникација са спољашњим светом, одвијала путем коњаника писмоноша.

## Шира околина
Својом западном и северозападном страном Меленци се ослањају на језеро Русанда, односно напуштени рукавац реке Тисе. Откривањем благотворних дејстава језерског блата на здравље људи, односно кожних и реуматских обољења, на његовој северозападној страни, поред Чонтика, 1869. године је подигнут први павиљон данашње Специјалне болнице за физичку рехабилитацију Русанда. Надомак ове болнице од 1925. године постоји и Фудбалски клуб „Русанда“. Према западу, иза језера, налазе се и Велико гробље, подигнуто првих деценија деветнаестог века, пошто је првобитно, које се налазило у Влашкању у близини данашњег Млина, због регулације насеља размештено, као и пескара и виногради, у аустроугарским пописима познати као Пескара виногради.
Сеоски атар се распростире на близу 30.000 јутра, а граничи се са територијом Кумана, Новог Бечеја, Башаида, Торде, Михајлова, Зрењанина, Елемира и Тараша. Најзначајнији делови атара су Велико и Мало иље (оранице и пашњаци), који се налазе у северном делу према Башаиду. Недалеко су Воларске слатине (пашњаци). Ближе насељу су Острово (оранице окружене баром — мртвајом Тисе; постоје назнаке да је посреди археолошки локалитет) и Подострово, оба су са обрадивом земљом. На северозападу атара према Новом Бечеју су Четири бунара (оранице). Ка западу су Велики излаз (оранице), у правцу Кумана, и, ближе Меленцима, Виногради (песковита земља). Према Тарашу се налази Окањ (оранице). Путем Зрењанина су Између друмова (оранице). Југоисточни део атара ка Банатском Двору и Михајлову није плодан. Потоје и ритови Церба, Кентра (у време аустроугарске били виногради, а потврђују цензуси), Мали Рит и Велики рит и Барнићева доља, која је мочварни предео, али са обрадивим странама. У правцу Торде су потеси Деветак и Иље (оранице; археолошко подручје — насеља у време владавине Османлија) и Слободно газдовање (оранице). Надомак њих је обрадиво земљиште Лап, које је током кишне сезоне плавно.

## Духовни живот
Меленци су 1764. године православна парохија у Елемирском протопрезвитерату. Године 1790. подигли су Меленчани велику православну цркву посвећену летњем Св. Николи. Елемирски свештеник поп Константин Тапавички (рукоп. 1794) је 1797. године записан као "капелан у Меленцима".
Месни парох Павле Бибић је 1860. године прославио јубилеј 50. година службе црквене. Током каријере почео је он као ђакон и учитељ па стигао до свештеника и намесника. Његовом заслугом подигнута је у месту, Школа за воћарство у којој су се деца учила калемљењу и очењу садница. Поп Павле Бибић је објавио стручну корисну књигу "Башчован". Аустријски цар Франц Јозеф га је одликовао "Златним крстом за заслуге".

## Образовање
Једина и осмогодишња Основна школа „Др Бошко Вребалов“ у Меленцима је настала 1951. године, али извесно да је сама традиција основног школства у насељу знатно дужа. Развојна путања основног школства у селу ишла је од Српске основне вероисповедне школе (1758-1920) и Потфорне школе (1874-1920), које су настале као одраз тежње српских клерикалних редова и интелигенције да очувају национални и културни идентитет мањинских Срба у већинском католичком окружењу Хабзбуршке, односно Аустроугарске монархије, преко Државне народне школе (1920-1951), чије је оснивање проистекло из потребе младе југословенске државе да створи једнообразни школски систем за све уједињене територије без утицаја црквених организација, што је, дакле, до тада био случај, и Непотпуне мешовите гимназије (1945-1951), за чије је оснивање инспирација пронађена у просветним решењима Совјетског Савеза, до Основне школе „Др Бошко Вребалов, формираној након што је југословенска комунистичка номенклатура раскинула са Совјетским Савезом и кренула путем самоуправљања. Међутим, треба нагласити да се осим основног васпитања и образовања у периоду од 1923. до 1955. године у Меленцима развијало и ниже стручно образовање и васпитање. Наиме, у том периоду је постојала и Стручна продужна школа, односно Стручна школа за ученике у индустрији и занатству. Свакако, нужно је рећи да од 1921. године у месту постоји и предшколска установа, која се од оснивања налази при основној школи.

## Култура
Извесно је да су Меленчани од самог почетка велику пажњу посвећивали и традиционалној култури и култури која је пристизала из севернијих и западнијих крајева Европе. Глас о изради платна, крзнене одеће, женских хаљетака, невестинских оглавља, девојачких сандука, ћилима и других рукотворина у Меленцима, се надалеко чуо у деветнаестом и двадесетом веку.
У насељу су својевремено постојале читаоница и библиотека, а у периоду од од 1981. до 1989. године је периодично излазио часопис Меленци, а који се озбиљно бавио друштвеним, политичким, економским и културним питањима Меленаца, али и околине.
У центру насеља су три заштићена објекта. На првом месту, ту је Православни храм Светог оца Николаја подигнут 1790. године, а потом и руинирана зграда некадашње "Меленачке штедионице" подигнута 1890. и кућа племићке породице Бибић од Јенопоља саграђена 1896. Под заштитом су и маузолеј великопоседничке породице Димитријевић подигнут 1895. године на Великом гробљу и, од некадашњих седам, данас једина Бошњакова ветрењача на излазу из Меленаца према Башаиду и Кикинди саграђена 1899. године, а пре неколико година делимично рестаурирана. Наравно, од посебне вредности јесте комплекс поменуте Специјалне болнице за рехабилитацију „Русанда“, као завештање меленачке велепоседнице Ане Кљајић 1869. године крај истоименог језера. Коначно, не треба ни изоставити ни Спомен-крст у центру насеља подигнут 1855. године на месту првобитног православног храма, који је изгорео. Крст са металном позлаћеном оградом вредан 1000 ф. је подигла Немица, католикиња Марија, удата за Јована Шићара из Меленаца. Затим споменике у порти горе поменутог Храма Светог Оца Николаја, неколико споменика посвећених народним херојима и ослободиоцима Меленаца у Другом светском рату, као ни здање Задружног дома подигнуто почетком педесетих година прошлог века у коме се налази велика и лепо уређена позоришна сала у којој су својевремено пуштане биоскопске пројекције.
Слава села Меленци - Духови је централна манифестација. Уместо њих, у периоду социјализма празнован је 27-28. јул. Духови се поново славе од средине деведесетих година прошлог века. Прослава траје по неколико дана, а на сам дан славе у шуми надомак бањског лечилишта организује се Светско првенство у кувању чобанског парикаша. Иначе, слава меленачког Православног храма „Св. Оца Николаја“ је Свети Никола Летњи. Осим Духова, у Меленцима се свечано обележава и 3. октобар, дан када је крајем Другог светског рата село ослобођено од нацистичког окупатора.
Капела на гробљу у Меленцима утврђена је као споменик културе.